# Football au Portugal
Le football (en portugais : futebol) est le sport le plus populaire au Portugal. Ce sport a une longue et riche histoire dans le pays. Introduit en 1875 tant par des marchands anglais que par des étudiants portugais de retour du pays après leurs études en Angleterre, il est devenu central dans la culture portugaise.
Le football est le sport le plus populaire au Portugal et ses versions dérivées très pratiquées (futsal et Beach soccer) jouissent d'un grand succès international.

## Histoire

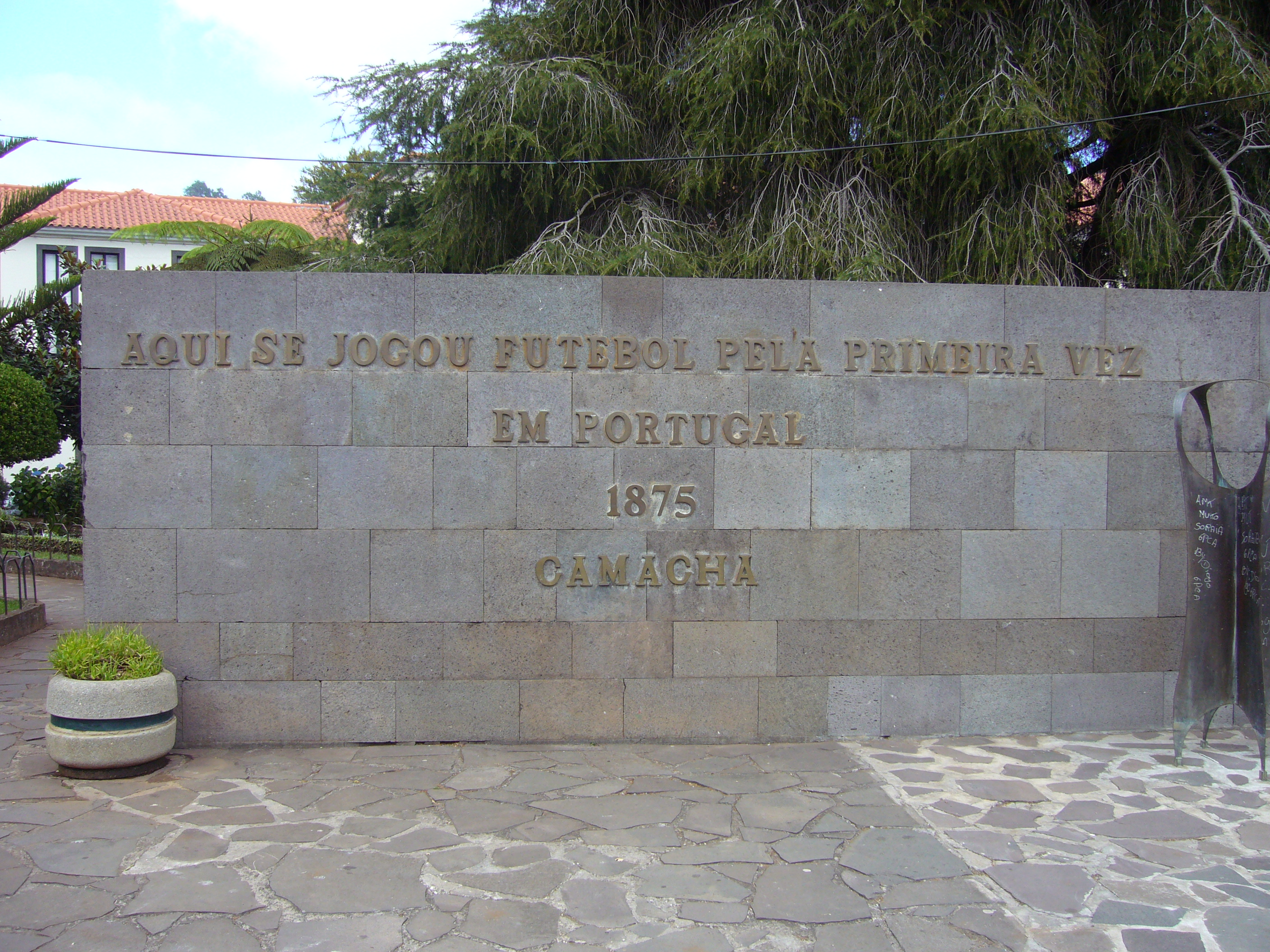
Monument à Camacha, célébrant le premier match de football organisé au Portugal.

Le football a commencé à gagner en popularité au Portugal à la fin du XIXe siècle, amené par des étudiants portugais de retour d'Angleterre. 
Le premier match organisé dans le pays a eu lieu en 1875 à Camacha, à Madère, organisé par Harry Hinton, étudiant en Angleterre né à Madère, qui a amené un ballon de football. Le sport est rapidement devenu populaire à travers l'île. Harry est alors désigné président honoraire du CS Marítimo,. 
Le premier match national, entre Lisbonne et Porto, a eu lieu en 1894, en présence du roi Carlos . 
Le Clube Internacional de Futebol (fondé en 1902) a été le premier club portugais à jouer à l'étranger, battant le Madrid Fútbol Clube en 1907 à Madrid . 
Le 31 mars 1914, les trois associations régionales qui existaient au Portugal (Lisbonne, Portalegre et Porto) ont fusionné pour créer une association nationale appelée União Portuguesa de Futebol, le prédécesseur de l'actuelle association nationale, la Fédération portugaise de football, qui est créée le 28 mai 1926. 
Au départ, le football était joué entre les clubs voisins, mais bientôt des tournois régionaux et régionaux ont commencé à s'organiser dans tout le pays. Peu de temps après le début du XXe siècle, afin de déterminer le meilleur club du Portugal, un championnat portugais avec une unique phase à élimination directe (le Campeonato de Portugal) est créé. Les clubs de Lisbonne et Porto figurent principalement au palmarès de cette épreuve qui deviendra la Coupe du Portugal de football.  
La première ligue nationale du Portugal, la Primeira Liga est fondée en 1934. Le premier champion du Portugal est alors le FC Porto.
L'enthousiasme portugais pour le football s'est aussi bien propagé dans ses colonies. Des joueurs comme Fernando Peyroteo, Matateu, Hilário, Costa Pereira, Mário Coluna, Eusébio ont été de grands acteurs du Championnat national et de la sélection. Utilisé par la propagande salazariste à partir des années 1960, le football apparaît alors comme une unité nationale et donne la légitimité à l'action du gouvernement. 
Les succès de la grande équipe du Benfica Lisbonne des années 1960, double vainqueur de la Coupe des clubs champions , avec uniquement composée de joueurs nationaux provenant de tout l'empire ; du Sporting Portugal vainqueur de la Coupe des Coupes 1964 et de l'équipe nationale troisième à la Coupe du monde 1966 ont définitivement assuré au football sa place de premier sport du Portugal. Utilisée par la propagande du régime de l'Estado Novo, le football fait partie de la trinité des trois F (Fátima, Fado et Football) et permet en partie au gouvernement salazariste d'asseoir sa popularité.
Après une belle embellie (finale du FC Porto en Coupe des Coupes 1984 et demi-finale à l'Euro 1984),le football portugais est marqué par d'autres tournants plus néfastes. En 1986, pour sa première Coupe du monde après l'épopée de l'époque d'Eusébio, l'équipe nationale refuse de s'entraîner et fait grève, l'affaire Saltillo du nom de la ville mexicaine de la base portugaise pour les entraînements (en portugais : Caso Saltillo (en)) marque les esprits.
L'année suivante en 1987, le FC Porto remporte la Coupe des clubs champions 1987 face au Bayern Munich. Le geste effectué par Rabah Madjer lors de la finale, qui consiste à tromper le gardien de but adverse d'une talonnade rentre alors à la postérité.
Après un renouveau avec autres deux finales européennes disputées par le Benfica Lisbonne en 1988 et 1990, le football portugais est profondément marqué par l'arrêt Bosman. Pour des raisons financières, les clubs sont incités à laisser partir leurs meilleurs talents et le championnat portugais se voit relégué au second plan face à des pays mieux pourvus financièrement.
C'est à la fin des années 1990 et au début des années 2000 que la sélection portugaise réintègre avec succès les phases finales des compétitions internationales. Sa génération dorée emmenée par des joueurs comme Luis Figo ballon d'or 2000 et Rui Costa est d'abord quart de finaliste de l'Euro 1996 puis demi-finaliste de l'Euro 2000.
L'année 2004 est importante dans l'histoire du football portugais. En janvier 2004, le joueur de Benfica Miklós Fehér meurt d'une attaque cardiaque lors d'un match de championnat contre le Vitória Guimarães. Sur un autre ton, un scandale de corruption éclate à la fin du championnat : l'affaire du sifflet doré ((en portugais : Apito Dourado (en))) implique de nombreux clubs dont le FC Porto accusé d'avoir payé des arbitres. Même impliqué, le FC Porto de José Mourinho remporte la Ligue des champions 2003-2004.
Sur le devant de la scène, le Portugal organise pour la première fois un événement de football international avec l'Euro 2004. De nombreux stades sont encore issus aujourd'hui de la grande phase de chantier pour accueillir la compétition. Après un parcours en Coupe du monde 2002 décevant, la sélection nationale fait preuve d'une grande prestation en éliminant des équipes réputées, elle échoue cependant en finale contre une surprenante équipe grecque. Elle confirmera lors de la Coupe du monde 2006 en atteignant les demi-finales qu'elle est devenue une sélection redoutée au niveau mondial. Cristiano Ronaldo futur multiple ballon d'or et personnage central de l'histoire de la sélection, s'impose au plus haut niveau dès son départ à Manchester United en 2003 et est consacré ballon d'or en 2008.
Marqué par l'arrêt Bosman, le football des clubs portugais doit se réinventer. Les mécanismes de tierce propriété couplé à un important travail de scouting (en) notamment en Amérique du Sud permettent de constituer des équipes très compétitives. Financé par l'achat-revente, les clubs portugais deviennent rapidement les fournisseurs des grands clubs européens. Les indemnités de transferts toujours plus importantes profitent à des agents de joueurs comme Jorge Mendes. En 2011, lors de la Ligue Europa, trois équipes portugaises (le FC Porto, le Benfica Lisbonne et le Sporting Braga) se hissent en demi-finales. La première finale entièrement portugaise de l'histoire des compétitions européennes voit alors la victoire du FC Porto sur le Sporting Braga sur le score de 1-0. Dans la même compétition en 2013 et en 2014, le Benfica Lisbonne parvient en finale deux fois consécutivement sans réussir à s'imposer.
En 2015, la pratique de tierce propriété est interdite par l'UEFA et incite les clubs portugais à s'adapter. Si le Sporting Portugal était considéré depuis le début des années 2000 comme le principal club formateur portugais, le FC Porto comme le Benfica Lisbonne disposent de centres de formation très réputés. Leurs résultats en UEFA Youth League (une victoire pour Porto, deux finales pour Benfica) illustrent les nouvelles stratégies adoptées par les clubs.
Lors de l'Euro 2016, la sélection nationale remporte son premier titre majeur en finale face à l'équipe de France en prolongations sur un but d'Éder. La sélection est composée majoritairement de joueurs du Sporting : 10 joueurs formés par le club disputent la finale.
Une nouvelle génération dorée constituée par Bernardo Silva, João Félix et Bruno Fernandes émerge à la fin des années 2010 : le Portugal remporte la première édition de la Ligue des nations en 2019.

## Clubs
Parmi les clubs les plus anciens encore existants, l'Académica de Coimbra, fondée en 1887 et le Naval 1 ° de Maio de Figueira da Foz, fondé en 1893 subsistent au statut professionnel en 2020.
La  Primeira Liga abrite des clubs à succès international tels que le Benfica Lisbonne, le FC Porto et le Sporting Portugal. Les trois grands du Portugal font preuve d'une importante domination et les rencontres entre ces clubs sont souvent décisives pour l'attribution d'un titre (O Clássico, Derby de Lisbonne et FC Porto - Sporting CP).
Avec un total de onze trophées remportés à ce jour, les clubs portugais ont pu remporter sur la scène internationale quatre Ligue des champions, deux Ligue Europa, une Coupe des vainqueurs de coupe, une Coupe Intertoto, une Supercoupe de l'UEFA et deux Coupes Intercontinentales.

## Stades de plus de30 000places
- Estádio da Luz, Lisbonne : 65 647 places
- Estádio do Dragão, Porto : 50 319 places
- Estádio José Alvalade XXI, Lisbonne : 50 076 places
- Estádio Nacional, Lisbonne : 37 593 places
- Estádio do Restelo, Lisbonne : 32 500 places
- Estádio Algarve, Faro : 30 305 places
- Estádio Cidade de Coimbra, Coimbra : 30 210 places
- Estádio D. Afonso Henriques, Guimarães : 30 165 places
- Estádio Municipal de Braga, Braga : 30 154 places
- Estádio Municipal de Aveiro, Aveiro : 30 127 places